# Jerry Bruckheimer
Jerome Leon Bruckheimer, conhecido por Jerry Bruckheimer (Detroit, 21 de setembro de 1943), é um produtor de televisão e cinema estadunidense. Seus trabalhos na televisão mais conhecidos são Cold Case, Without a Trace, Eleventh Hour, CSI: Crime Scene Investigation, Close to Home e The Amazing Race e no cinema incluem Top Gun, Top Gun : Maverick, The Rock, Armageddon, Pearl Harbor e a franquia Pirates of the Caribbean.

## Biografia
Jerome Leon Bruckheimer, descendente de alemães, filho de vendedor, é formado em bacharel em psicologia na faculdade de Arizona. Após a faculdade, mudou-se para Nova York onde começou a trabalhar numa agência de anunciantes locais.  Eventualmente, começou a produzir comerciais para TVs. Em seguida mudou-se para Los Angeles.
Bruckheimer foi casado duas vezes e a sua segunda esposa também é produtora, Linda Bruckheimer. Atualmente moram em Los Angeles.Em 1985, ele registrou a JBF Jerry Bruckheimer Films, a sua própria empresa. Nos anos seguintes, seus trabalhos foram sucessos de bilheteria, como Um Tira da Pesada, Top Gun, Dias de Trovão e outros. Elaborando efeitos especiais surpreendentes, musicas que contagia ate hoje, e a maior simpatia com o elenco, resultado, filmes bons e caros.
Um dos seus filmes mais caros é a trilogia Piratas do Caribe; o primeiro A Maldição do Pérola Negra, produzido com 140 milhões de dólares. O Baú da Morte foi 260 milhões, e a terceira aventura, No Fim do Mundo, ficou em 350 milhões de dólares. E, em 2011, foi lançado o quarto filme (Piratas do Caribe 4: Navegando em Águas Misteriosas), filme que já arrecadou mais de 346,4 milhões, onde ele também trabalha como produtor.

## Prêmios
Jerry já ganhou muitos prêmios por seus filmes e séries. Em 2003, ficou em 19º lugar na premiação Hollywood Power List; em 2002, ficou em 22º lugar na mesma premiação. Em 2006, ele ficou em 10º lugar na revista Forbes Celebrity 100, como o produtor mais bem pago, quando ganhou com a família CSI 85 milhões de dólares entre 2005-2006. Na premiação "Power 50", também ficou em 10º lugar nos anos de 2005-2006. Em maio de 2006, foi honrosamente condecorado como Doutor de Artes Cinematográficas pela Universidade do Arizona de Artes Cinematográfica. Em 2007, ficou em 14º lugar na lista dos "Os 50 mais inteligentes de Hollywood". No ano de 2007 ele ganhou US$ 120 milhões de dólares por Piratas do Caribe II e III.

## Seriados de TV
Assim como os filmes, suas séries também foram sucessos, como CSI e Cold Case, mais conhecida como “Arquivo Morto”.
Com a onda de séries policias, Bruckheimer criou mais séries, como CSI: NY, com o mesmo estilo de CSI: Las Vegas, CSI: Miami e Without a Trace. Em 2013, produziu o seriado Hostages para CBS. Atualmente produz o seriado Lucifer baseado na hq homônima.

## Filmografia
- 2022 - Secret Headquarters
- 2018 - 12 Strong
- 2017 - Lucifer
- 2017 - Piratas do Caribe: A Vingança de Salazar
- 2013 - The Lone Ranger
- 2011 - Piratas do Caribe: Navegando em Águas Misteriosas
- 2010 - Prince of Persia: The Sands of Time
- 2010 - The Sorcerer's Apprentice
- 2009 - Força G
- 2009 - Confessions of a Shopaholic
- 2007 - A Lenda do Tesouro Perdido: Livro dos Segredos
- 2007 - Piratas do Caribe: No Fim do Mundo
- 2006 - Piratas do Caribe: O Baú da Morte
- 2006 - Déjà Vu
- 2006 - Glory Road
- 2004 - A Lenda do Tesouro Perdido
- 2004 - Rei Arthur
- 2003 - Bad Boys II
- 2003 - Piratas do Caribe - A Maldição do Pérola Negra
- 2003 - O custo da coragem
- 2003 - Canguru Jack
- 2002 - Bad Company
- 2002 - Black Hawk Down
- 2001 - Pearl Harbor
- 2000 - Duelo de titãs
- 2000 - Show Bar
- 2000 - Gone in Sixty Seconds
- 1998 - Inimigo do Estado
- 1998 - Armageddon
- 1997 - Con Air - Fortaleza Voadora
- 1996 - A Rocha
- 1995 - Mentes Perigosas
- 1995 - Maré Vermelha
- 1995 - Bad Boys
- 1994 - The Ref
- 1990 - Days of Thunder
- 1987 - Um Tira da Pesada II
- 1986 - Top Gun
- 1984 - Beverly Hills Cop
- 1984 - Thief of Hearts
- 1983 - Flashdance
- 1982 - Young Doctors in Love
- 1982 - Cat People
- 1981 -Thief
- 1980 - Defiance
- 1980 - American Gigolo
- 1977 - March or Die
- 1975 - Farewell, My Lovely
- 1975 - Rafferty and the Gold Dust Twins
- 1972 - The Culpepper Cattle Co.